# Llac Techirghiol
Techirghiol és un llac salat al nord de la Dobruja, Romania, a prop de la ciutat amb el mateix nom.

## Etimologia
El nom del llac prové del turc Tekirgöl, que significa "llac de Tekir". El nom també significa (en turc) "Llac de ratlles" (tekir - ratllat i göl - llac). Això es deu a la salinitat del llac; quan bufa el vent, apareixen franges blanques de sal a la superfície del llac.

## Llegenda de Tekir
La llegenda diu que una vegada un vell invicte i cec anomenat Tekir, cavalcant a l'esquena del seu ase, va arribar a la vora d'aquest llac per error. El vell va intentar sortir d'aquest fang pudent durant hores i hores, però el seu tossut ruc no volia moure's gens, com si una misteriosa força no el deixés sortir del llac.
Va ser amb gran meravella i alegria que el vell es va adonar, en sortir del llac, que els seus ulls podien tornar a veure llum i que els seus peus, que feia temps que havien deixat de funcionar, van començar a obeir-lo. Pel que fa al seu ruc savi, les seves males ferides a l'esquena s'havien curat i el seu cos era més jove que mai. Quan van saber d'això, molta gent es va precipitar a la vora del llac, banyant-se i untant-se de fang per tot el cos per curar-se.
Tekir i el seu ruc apareixen en una estàtua situada al centre de la ciutat de Techirghiol.